# سينورة خضراء
السينورة الخضراء (الاسم العلمي:Synura virescens) هي نوع من الأسناخ الصبغية تتبع جنس السينورة من فصيلة السينورية.